# Athletic Club (femenino)
El Athletic Club Femenino es la sección de fútbol femenino del Athletic Club, con sede en la villa de Bilbao, en Vizcaya (España). Fue creado en 2002, tras la unión con el Leioa EFT, club fundado en 2000 que militaba en la Superliga, máxima categoría la liga femenina española. En su temporada de debut, las leonas lograron conquistar el campeonato liguero, llenando el estadio de San Mamés con 35 000 espectadores en la jornada decisiva del torneo. Luego vendrían dos títulos más ganados de forma consecutiva, un cuarto en 2007 y un quinto en la temporada 2015-16, situándose como uno de los clubes más laureados de la Liga Iberdrola con cinco títulos.  El equipo femenino, al igual que el masculino, solamente juega con jugadoras nacidas o formadas en el País Vasco. Cuenta con dos equipos filiales, el femenino B y el C.

## Historia
En los años 70 se comenzaron a formar los primeros equipos de fútbol femenino en Vizcaya, pero la mayoría se vieron obligados a la dislución debido a las dificultades que había para mantenerlos, solamente el CD Sondika sobrevivió en dicha década. Más tarde, en los años 80, comenzaron a disputarse los primeros campeonatos a nivel nacional, por lo que el fútbol femenino en Vizcaya pudo comenzar a florecer y se fueron creando cada vez más equipos.
Ya en el año 2000, se fundó el Leioa EFT y la mayoría de jugadoras pertenecientes al CD Sondika pasaron a jugar en el Leioa, debido a que los fundadores de este club pertenecían al CD Sondika.
A partir de entonces, el Leioa EFT fue subiendo categorías hasta ascender definitivamente a la Superliga Española, máxima categoría del fútbol femenino a nivel nacional. Corría el año 2002 y el Athletic Club, de la mano del expresidente Javier Uría, llegó a un acuerdo para que el Leioa EFT pasara a transformarse en el equipo femenino del Athletic Club.

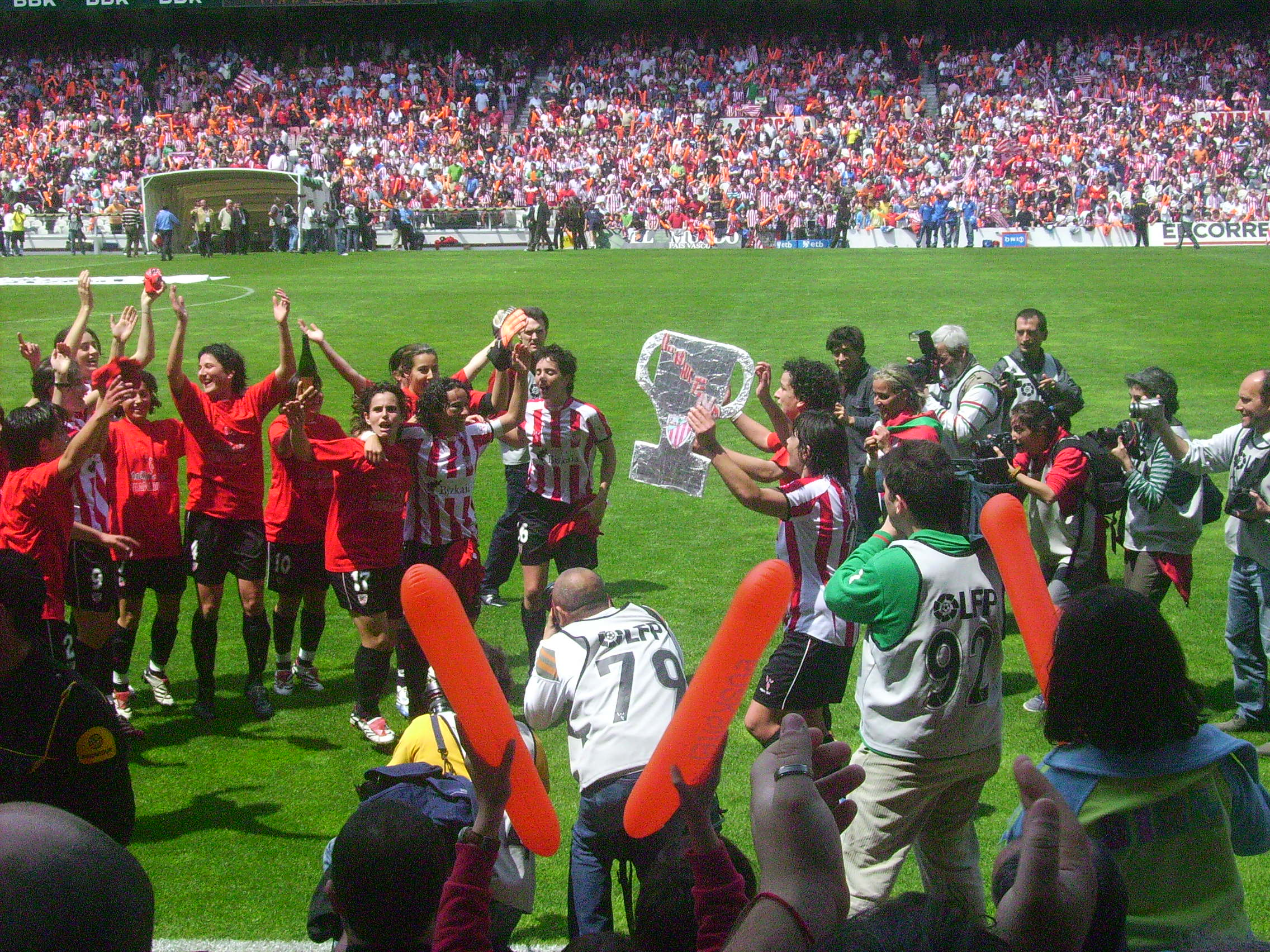
Las leonas festejando la liga 2006/07

Así pues, en la temporada 2002/03 el Athletic Club Femenino debutó directamente en la Superliga Española con Iñigo Juaristi en el banquillo. Y en el mismo año de su debut, se alzó con la Superliga, superando incluso al Levante UD, que hasta entonces se había hecho dueño absoluto del campeonato al haberla conquistado dos veces consecutivas, además de ser uno de los equipos femeninos más fuertes de la Superliga hasta la fecha.
Cabe mencionar que el último partido de la Superliga, en el que las leonas se jugaban el título, tuvieron la oportunidad de jugar en San Mamés rodeadas de la afición rojiblanca que apoyo al equipo hasta el final. Tras esto, el título de la Superliga fue festejado con un paseo en camión por todo Bilbao.
En la temporada siguiente el Athletic Femenino volvió a proclamarse campeón de la Superliga y en la temporada 2004/05 de nuevo fueron campeonas, siendo además, el primer equipo en la historia de la Superliga en ganar la competición 3 veces consecutivas, llevándose así el trofeo en propiedad. Las celebraciones fueron las mismas para los 3 títulos, jugando los últimos partidos de liga en San Mamés.
Para la temporada 2005/06, el nuevo presidente del Athletic Club Fernando Lamikiz, realizó varios cambios en el Athletic Femenino, una de las decisiones fue cesar al hasta entonces entrenador Iñigo Juaristi. Esa misma temporada el Athletic Femenino realizó una floja actuación en el campeonato que le llevó a terminar la Superliga en 5ª posición.
Para la temporada siguiente Iñigo Juaristi retornó al banquillo del Athletic Femenino y con él, la consecución de una nueva Superliga. Era la 4ª Superliga que el equipo femenino del Athletic conquistó en solo 5 años.
A partir de la temporada 2007/08 el Athletic pasó a la sombra del Levante UD y el Rayo Vallecano, dos equipos que despuntaron de tal forma que al finalizar la liga superaron por casi 20 puntos de diferencia al 3º clasificado que era el Athletic.
Pese al gran palmarés que atesora el club en Liga, aún no ha conquistado ningún título de Copa de la Reina. Alcanzó la final en las ediciones de 2012 y 2014, pero perdió ambas, contra el RCD Español y FC Barcelona respectivamente.
En las siguientes temporadas el Athletic se vería abocado a ocupar la segunda plaza por detrás del FC Barcelona que dominó el campeonato durante 4 temporadas, hasta la liga 2015/16, cuando el Athletic ganaría su quinta liga 9 años después.
Desde entonces, el club no se ha hecho con más títulos, pero siempre ha clasificado en la zona noble de la tabla. Desde la instauración de la Superliga es el único equipo, junto a la Levante UD, que ha disputado todas las ediciones, sin descender nunca de categoría.

## Competiciones europeas
El Athletic Club ha disputado hasta la fecha 5 ediciones de la Liga de Campeones Femenina a raíz de sus 5 títulos ligueros.
El equipo debutó en la competición continental en la temporada 2003/04 en el grupo 7 de la 2ª ronda, venciendo por 2-0 al SV Neulengbach, 5-2 al SU 1º de Dezembro, y perdiendo 8-1 contra el 1. FFC Frankfurt, quien sería subcampeón de esa edición. Quedando segundo de grupo, el Athletic no pudo pasar a la siguiente ronda.
En la temporada 2004/05 el Athletic quedó campeón del grupo 7 de la 1.ª ronda preliminar, tras ganar 10-3 al Crusaders Newtownabbey Strikers, 0-5 al Clujana Cluj-Napoca, y empatando 1-1 contra el Maccabi Holon. En la 2.ª ronda compitió en el grupo 2 clasificando en 3.ª posición tras ganar 5-1 al AE Aegina, empatar 2-2 contra el Arsenal Ladies Football Club, y perdiendo 3-2 contra el Djurgårdens IF Fotboll.
El Athletic disputaría también la edición 2005/06 quedando en 2.ª posición del grupo 3 preliminar. Venció 6-2 al Glasgow City y 3-0 al Rapide Wezemaal, pero empató 1-1 contra el Saestum, campeón del grupo por un solo gol de diferencia respecto al conjunto rojiblanco.
La siguiente participación tuvo lugar en la temporada 2007/08, quedando de nuevo en 2.º lugar en el grupo A5 de la 1.ª ronda preliminar. Con sendas victorias de 4-0 contra el Krka Novo Mesto, y 16-0 frente al Birkirkara Football Club donde Erika Vázquez anotó 7 tantos, pero perdiendo después contra el Bardolino por 1-0. Los partidos se disputaron en Ljubljana y Domžale.
El Athletic participa por 5.ª vez en el torneo la temporada 2016/17, inició la competición en los 1/16 de final frente al Fortuna Hjørring danés. Pese a ganar 2-1 en el partido de ida disputado en San Mamés, cayó en la prórroga de la vuelta por 3-1.

## Datos del club
Estadísticas
- Temporadas en la Primera División: 21 (act. 2023)
- Participaciones en competiciones europeas: 5
- Mejor puesto en la liga: 1º
- Peor puesto en la liga: 11º (2020-21)
- Mayor goleada conseguida en liga como local: Athletic 11 - Pozuelo 0 (2008-09)
- Mayor goleada conseguida en liga como visitante: Colegio Alemán 2 - Athletic 8 (2008-09), Llanos de Olivenza 2 - Athletic 8 (2011-12)
- Mayor goleada encajada en liga como local: Athletic 0 - FC Barcelona 4 (2016-17 y 2020-21)
- Mayor goleada encajada en liga como visitante: FC Barcelona 8 - Athletic 0 (2020-21)

Récords de jugadoras
- Máximas goleadoras: Erika Vázquez (264 goles), Nekane (162) y Eli Ibarra (111).[5]
- Más partidos disputados: Erika Vázquez (423 partidos), Eli Ibarra (413) y Iraia Iturregi (402).[6]

## Trayectoria
| Temporada | Liga            | Liga | Liga | Liga | Liga | Liga | Liga | Liga | Liga | Copa      | Champions League |
| Temporada | Div             | Pos. | J    | G    | E    | P    | GF   | GC   | Pts  | Copa      | Champions League |
| --------- | --------------- | ---- | ---- | ---- | ---- | ---- | ---- | ---- | ---- | --------- | ---------------- |
| 2002-03   | Superliga       | 1º   | 22   | 17   | 4    | 1    | 90   | 16   | 55   | 1/4       |                  |
| 2003-04   | Superliga       | 1º   | 26   | 19   | 3    | 4    | 80   | 29   | 60   | Semifinal | 1.ª Ronda        |
| 2004-05   | Superliga       | 1º   | 26   | 20   | 6    | 0    | 77   | 15   | 66   | 1/4       | 1.ª Ronda        |
| 2005-06   | Superliga       | 5º   | 24   | 13   | 2    | 9    | 52   | 46   | 41   | 1/4       | 1.ª Ronda        |
| 2006-07   | Superliga       | 1º   | 26   | 20   | 4    | 2    | 82   | 27   | 64   | 1/4       |                  |
| 2007-08   | Superliga       | 3º   | 26   | 17   | 2    | 7    | 72   | 31   | 53   | 1/4       | 1.ª Ronda        |
| 2008-09   | Superliga       | 3º   | 30   | 21   | 2    | 7    | 100  | 43   | 65   | 1/4       |                  |
| 2009-10   | Superliga       | 3º   | 14   | 9    | 2    | 3    | 30   | 22   | 29   | 1/4       |                  |
| 2010-11   | Superliga       | 3º   | 14   | 9    | 1    | 4    | 32   | 15   | 28   | 1/4       |                  |
| 2011-12   | 1ª división     | 2º   | 34   | 29   | 4    | 1    | 118  | 25   | 91   | Sub.      |                  |
| 2012-13   | 1ª división     | 2º   | 30   | 23   | 5    | 2    | 84   | 24   | 74   | 1/4       |                  |
| 2013-14   | 1ª división     | 2º   | 30   | 22   | 3    | 5    | 79   | 22   | 69   | Sub.      |                  |
| 2014-15   | 1ª división     | 3º   | 30   | 19   | 8    | 3    | 73   | 24   | 65   | 1/4       |                  |
| 2015-16   | 1ª división     | 1º   | 30   | 25   | 3    | 2    | 75   | 15   | 78   | 1/4       |                  |
| 2016-17   | 1ª división     | 5º   | 30   | 16   | 5    | 9    | 64   | 44   | 53   | 1/4       | 1/16             |
| 2017-18   | 1ª división     | 3º   | 30   | 18   | 2    | 10   | 51   | 41   | 56   | Semifinal |                  |
| 2018-19   | 1ª división     | 5º   | 30   | 14   | 8    | 8    | 48   | 33   | 50   | 1/4       |                  |
| 2019-20   | 1ª división (1) | 5º   | 21   | 10   | 5    | 6    | 30   | 23   | 35   | 1/4       |                  |
| 2020-21   | 1ª división     | 11º  | 34   | 11   | 7    | 16   | 43   | 60   | 40   | NP (2)    |                  |
| 2021-22   | 1ª división     | 7º   | 30   | 14   | 5    | 11   | 45   | 47   | 47   | 1/8       |                  |
| 2022-23   | 1ª división     | 10º  | 30   | 10   | 5    | 15   | 34   | 44   | 35   | Semifinal |                  |
| 2023-24   | 1ª división     | 5º   | 30   | 17   | 2    | 11   | 38   | 37   | 53   | Semifinal |                  |

Leyenda
|  | Campeón    |
|  | Subcampeón |

## Palmarés

### Torneos nacionales (5)
| Competición nacional   | Títulos                                      | Subcampeonatos             |
| ---------------------- | -------------------------------------------- | -------------------------- |
| Primera División (5/3) | 2002-03, 2003-04, 2004-05, 2006-07, 2015-16. | 2011-12, 2012-13, 2013-14. |
| Copa de la Reina (0/2) |                                              | 2012, 2014.                |

### Torneos regionales
| Competición                 | Títulos                                                | Subcampeonatos |
| --------------------------- | ------------------------------------------------------ | -------------- |
| Copa de Euskal Herria (9/2) | 2011, 2013, 2014, 2015, 2016, 2017, 2018, 2021 y 2023, | 2012 y 2024    |

### Torneos amistosos
| Competición                  | Títulos    | Subcampeonatos |
| ---------------------------- | ---------- | -------------- |
| Trofeo Teresa Herrera (2/1)  | 2017, 2018 | 2024           |
| Trofeo Ramón de Carranza (2) | 2019, 2021 |                |